# Сандара Пак
Вижте пояснителната страница за други личности с името Дара.
Сандара Пак (на корейски: 박산다라;Коригирана романизация на корейския език:Park Sandara) по-известна като Дара (на английски: Dara) е южнокорейска певица, актриса, модел, станала известна като член на групата 2NE1, която се разпада през 2016 година.
Преди да дебютира като член на групата 2NE1, Пак започва да води успешна кариера като актриса във Филипините, където се мести като дете. Забелязана е от YG Entertainment през 2004, когато известна корейска телевизия снима документален филм за нея.
През 2015 Сандара подновява ролята си на актриса в Южна Корея като участва уеб драми. След разпадането на 2NE1, Сандара продължава кариерата си, водейки шоута и играейки във филми. През 2017 излиза филмът „One Step“, в който Пак играе главната роля и „Cheese in the Trap“, в който заема ролята на Чанг Бо-ра.

## Ранен живот
Сандара Пак е родена на 12 ноември 1984 в Бусан, Южна Корея. Пак е кръстена на известен корейски генерал-Ким Юшин като неговото име като дете било Сандара.
Когато е на десет, се мести в Мунтинлупа, Филипините със семейството си, които целят да развиват бизнес там.
Брат ѝ е Пак Санг-хьон (Чонгдунг или Тъндър), бивш член на групата MBLAQ.

## Соло кариера
Освен кариерата си на поддържащ вокал на 2NE1 Пак е лице на известни козметични компании. Също така участва в няколко клипа на различни изпълнители и продължава да участва в различни филипински предавания.
През 2009 Дара пуска първия си сингъл „Kiss“ заедно с CL, с цел реклама на известна корейска бира. В клипа Пак си партнира с известния корейски актьор И Мин-хо. Песента стига до 5 място в класацията „Гаон“
През 2012 заедно с Шайни рекламира „Etude House“ под формата на мини драма наречена „Kiss Note“.
През 2013 става рекламно лице на „CLIO“, като снимките са озаглавени „Salon de Cara“.
През 2015 г. Сандара обявява, че заедно с актьора Ким Йонг Куанг ще играе първата си главна роля от години в уеб драмата „Dr. Mo Clinic“. Сериалът се излъчва от 29 март до 8 април по Naver и Youku.
Малко след приключването на „Dr. Mo Clinic“ става ясно, че Дара снима друга уеб драма – „We Broke Up“ заедно с колегата си от групата Winner Канг Сънг-юн. Сандара играе ролята на Но Уо-ри, оптимистична и сияйна личност, която си търси работа. Очаква се сериалът да излезе през юни 2015.

### Кариера във Филипините
Кариерата на Дара във Филипините започва благодарение на Паулен Луна, която през 2004 я насърчава да се яви на прослушване за „Star Circle Quest“. След няколко елиминации тя завършва втора.
През 2004 г. тя участва в първата си първостепенна роля във филма „Bcuz of U“, където играе с победителя от „Star Circle Quest“. С този филм печели и първата си награда за най-добра нова актриса на „21st Philippine Movie Press Club Star Awards“. Година по-късно снима и втория си филм с победителя от „Star Circle Quest“ – „Can This Be Love“ като печалбата на филма достига 100 милиона песо. През 2006 г. снима последните си два филма в страната преди да се върне в Южна Корея – „D'Lucky Ones“ и „Super Noypi“ и фантастичния сериал „Krystala“ както и още няколко телевизионни шоута и сериала.
През 2014 гостува в няколко телевизионни предавания.

## Като член на 2NE1
2NE1 дебютират с песента „Fire“, а състава на групата включва Дара и CL, Бум и Минзи. Малко преди да дебютират участват с колегите си от Биг Бенг в песен за реклама на „LG cylon“. Песента оглавява класациите.
През 2010 г. излиза първият им студиен албум „To anyone“. В него е включена и първата солова песен на Дара – Kiss. Албумът включва хитовете „Can't Nobody“, Go Away, Clap Your Hands и Follow Me. Групата поставя рекорд като печели 3 награди от МАМА в категориите „Албум на година“, „Изпълнител на годината“ и „Най-добра женска група“.
На 28 юли 2011 излиза вторият им мини албум, който включва мега хита на групата „I Am the Best“ и песните „Lonely“, „Hate You“ и „Ugly“. „I am the best“ им печели песен на годината от MAMA, оглавява класацията на Билборд – World Digital Songs и става най-гледания им клип в Ютюб. В периода 2011 – 2012 издават първия си албум на живо – 2NE1 1st Live Concert (Nolza!), първия си японски албум „Collection“ (2012) последван от втория албум на живо заснет в „Olympic Gymnastics Arena“ 2012 2NE1 Global Tour: New Evolution (Live in Seoul).
През 2013 момичетата се завръщат с поредица от сингли-лятната реге песен „Falling in Love“, която се превръща в хит, „Do You Love“ и бавната „Missing You“.
2014 групата се завръща с албума Crush като озаглавява не само класациите в Корея, но и в американската класация Билборд и поставя рекорд за най-висока позиция в Billboard 200, 61 за кей поп албум.

## Филмография

### Филми
| Заглавие                                             | Година | Роля           |
| ---------------------------------------------------- | ------ | -------------- |
| „Volta“                                              | 2004   | кратка роля    |
| „Bcuz of U“                                          | 2004   | Ейприл         |
| „Can This Be Love“                                   | 2005   | Дейзи          |
| „D' Lucky Ones“                                      | 2006   | Анна           |
| „Super Noypi“                                        | 2006   | Мичи Рапироса  |
| „Girlfriends“                                        | 2009   | кратко участие |
| „Begin Again“ (корейска версия на американския филм) | 2016   | главна роля    |

### Сериали
| Заглавие                  | Година | Роля                       |
| ------------------------- | ------ | -------------------------- |
| „SCQ Reload“              | 2004   | Сандара Сох                |
| „Krystala“                | 2004   | Ким                        |
| „Komiks“                  | 2006   | Мара                       |
| Crazy for You             | 2006   | Ара                        |
| „Dalawang Tisoy“          | 2007   | Ким Че                     |
| „The Return of Iljimae“   | 2009   | Ре                         |
| „Моята любов от звездите“ | 2014   | камео                      |
| Dr. Mo Clinic             | 2015   | И Со-дам                   |
| We Broke up               | 2015   | Но Уо-ри                   |
| The Producers             | 2015   | участие в 4, 5 и 12 епизод |
| Missing Korea             | 2015   | И Йон-хуа                  |

## Участия в телевизионни предавания
- Star Circle Quest (2004)
- Maalaala Mo Kaya: Scrapbook (2004)
- My Name is Sandara Park (2004)
- Sandara's Romance (2004)
- Sandara: Ang Pambansang „Krung-Krung“ ng Pilipinas (2005)
- Farewell Lovers: A Lover in Paris Special (2005)
- Your Song 2006)
- Gudtaym (2006)
- O-Ha! (2006)
- Crazy for You (2006)
- Pinoy Big Brother: Celebrity Edition 1 (2006)
- Nuts Entertainment (2006)
- Family Outing (2009)
- Strong Heart (2010)
- Running Man (2013)
- Hwasin – Controller of the Heart (2013)
- Beatles Code 3D (2013)
- Running Man (2014)
- The Bachelor (2014)
- Aquino & Abunda Tonight (2014)
- It's Showtime (2014)
- Pinoy Big Brother: All in (2014)
- Gandang Gabi Vice (2014)
- Get It Beauty (2014)
- America's Next Top Model (2014)
- Sugar Man (MC)

## Дискография

### Миниалбуми
- Sandara (2004)
- Walang Sabit (2004)
- Ang Ganda Ko (2006)

### Сингли
| Година | Заглавие                  | Албум          |
| ------ | ------------------------- | -------------- |
| 2004   | „In Or Out“               | „Sandara“      |
| 2005   | „Walang Sabit“            | „Walang Sabit“ |
| 2009   | „Kiss“                    | „To Anyone“    |
| 2009   | „Hello“ Джи-Драгън и Дара | „Heartbreaker“ |

### Видеография
| Заглавие                          | година |   |
| --------------------------------- | ------ | - |
| „I'm sorry“ (участие в клипа)     | 2008   |   |
| „Kiss“                            | 2009   |   |
| „I Need a Girl“ (участие в клипа) | 2010   | - |
| „Spring Girls“ (участие в клипа)  | 2015   |   |

## Награди и номинации
| Година | Категория                                                                                  | Награда                            | Резултат   |
| ------ | ------------------------------------------------------------------------------------------ | ---------------------------------- | ---------- |
| 2005   | Най-добра нова актриса                                                                     | „21st PMPC Star Awards for Movies“ | Спечелена  |
| 2005   | Двойно платинена награда                                                                   | „PARI“                             | Спечелена  |
| 2006   | Най-добро изпълнение на комедия или мюзикъл от актриса в главната роля и най-добра актриса | „Golden Screen TV Awards“          | Номинирана |
| 2013   | Най-красив идол от женска група                                                            | „Arirang: Showbiz Korea“           | Спечелена  |
| 2014   | Идол, който ще запази младите си черти                                                     | „Arirang: Showbiz Korea“           | Спечелена  |
| 2015   | Най-добра актриса (относно сериала Dr. Mo Clinic)                                          | KWeb Festival                      | Спечелена  |